# 42747 Fuser
42747 Fuser è un asteroide della fascia principale. Scoperto nel 1998, presenta un'orbita caratterizzata da un semiasse maggiore pari a 3,1383986 UA e da un'eccentricità di 0,1507509, inclinata di 0,54744° rispetto all'eclittica.